# Раффинский, Ладислау
Ладислау Раффинский (рум. László Raffinsky; 23 апреля 1905, Мишкольц, Австро-Венгрия — 31 июля 1981, Клуж-Напока, Румыния) — румынский футболист венгерского происхождения, полузащитник. Выступал за сборную Румынии, участвовал в чемпионатах мира в 1930 и 1938.

## Биография

### Клубная карьера
Ладислау Раффинский начал свою футбольную карьеру в 1924 году, играя за клуб «Униря» из Тимишоары. В 1925 году Раффинский
перешёл в «Атлетик» (Тимишоара), а затем в «Чинезул», который являлся сильнейшим румынским футбольный клубом в то время. Но из-за финансового кризиса первые восемь лет этот футбольный клуб не участвовал в румынских чемпионатах. В сезоне 1929/30 он выиграл свой первый титул чемпиона с бухарестским «Ювентусом».
В 1931 году он возвращается в Тимишоару, играя уже за другой клуб — «Рипенсиа». Он покидает этот клуб в
1933 году. Он уехал в Чехословакию и играл за «Жиденице». Через два года он возвращается в Бухарест, где играет за «Рапид». Раффинский играл до 1940 года, выиграл три Кубка Румынии. В 1939 году он был арестован вместе с ещё тремя футболистами «Рапида», это Юлиу Баратку, Стефан Ауэр и Йоан Богдан. Причина ареста — победа в финале Кубка Румынии над «Венусом». Они были арестованы министром внутренних дел и
префектом Бухареста Габриэлем Маринеску, который также был президентом клуба «Венус». После того, как этот скандал был инициирован в прессе, футболисты были отпущены на свободу, а Габриэль Маринеску был арестован и казнён. В 1940 году Ладислау Раффинский завершил свою карьеру.

### Карьера в сборной
Свой первый матч в составе сборной Румынии Ладислау Раффинский провёл в 1929 году против Югославии. Матч закончился поражением Румынии. Свой первый и единственный гол он забил в ворота Греции.
В 1930 году Ладислау Раффинский участвовал в первом чемпионате мира по футболу. Он сыграл в матчах против Уругвая и Перу. В матче против Перу Раффинский был травмирован перуанским футболистом Пласидо Галиндо. После этого Раффинский не вызывался в сборную до 1932 года, тогда он провёл матч против Франции. Матч закончился победой Румынии со счётом (6:3). Также он провёл два матча против Кубы на чемпионате мира 1938 во Франции. Это были последние матчи Рафиински за сборную.